# Medida preliminar
En el régimen jurídico de los Estados Unidos, una medida preliminar (preliminary injunction), en los litigios basados en el criterio de "equidad", es una medida cautelar dictada por un juzgado o tribunal antes de una determinación definitiva sobre el fondo de la causa, a fin de impedir que una parte siga adelante con una línea de conducta u obligar a una parte a continuar con un curso de conducta hasta que el caso se haya decidido. Si el caso se decide desfavorablemente para la parte contra la que ha adoptado, entonces la medida preliminar por lo general se hace permanente. Si el caso se ha decidido en favor de la parte contra la que se pidió, la medida preliminar por lo general se deja sin efecto.

## Estados Unidos
En la mayoría de los tribunales de Estados Unidos, la parte que solicita la medida preliminar debe demostrar estas cuatro cosas conjuntamente:
- Que existe una probabilidad sustancial de éxito sobre el fondo de la causa,
- Que existe un peligro grave de daño o perjuicio irreparable si no se concede la medida preliminar,
- Que el saldo de daños pesa a favor de la parte que solicita la medida preliminar,
- Que la concesión de una orden judicial serviría al interés público.

El "balance de daños" se refiere al peligro de daño para la parte que solicita la medida cautelar, en comparación con el daño que la otra persona puede sufrir de la medida preliminar.
La Corte Suprema de Estados Unidos revisó los requisitos para obtener una medida preliminar en Winter v NRDC, Inc., 555 EE. UU. 7 (2008). El Tribunal modificó un requisito levemente:
"El solicitante de una medida preliminar debe probar que es probable que tenga éxito en cuanto al fondo, que es probable que sufra daños irreparables en ausencia de medidas preliminares, que el balance de equidades se inclina a su favor, y que es de interés público una medida judicial".